# Made in Japan (album de Deep Purple)
Pour les articles homonymes, voir Made in Japan.
Albums de Deep Purple
Machine Head
(1972) Who Do We Think We Are
(1973)
Made in Japan est le 2e album live du groupe britannique de hard rock , Deep Purple. Il sort en décembre 1972 sur le label Purple (EMI) pour l'Europe et Warner Bros. pour l'Amérique du Nord et est produit par le groupe assisté de Martin Birch.

## Historique
Il réunit des titres enregistrés, sans overdubs, lors de trois concerts donnés au Japon en août 1972, pendant la tournée Machine Head. Ces concerts sont ceux donnés au Festival Hall d'Osaka les 15 et 16 août 1972 et au Nippon Budokan de Tokyo le 17 août 1972.
Sur cet album, les solos (de guitare, d'orgue, de batterie sur The Mule) sont allongés, les jams très longues : aucun titre ne descend en deçà des six minutes. En pleine apogée du rock progressif, le groupe se permet même d'habiller certains titres d'une étonnante couleur « psychédélique » magistralement orchestrée dans Lazy et surtout dans Space Truckin' dont l'interprétation est très éloignée de sa version studio, à la facture bien plus classique. Transparaissent dans ces deux titres en particulier le travail de Jon Lord et toute l'étendue de son talent. On trouve également un « duel » de guitare et de chant entre Gillan et Blackmore sur Strange Kind of Woman. Ces passages complexes sont sans doute ce qui a contribué à la très bonne réputation de l'album. Cet album est considéré comme l'un des meilleurs albums en concert de toute l'histoire du rock[Par qui ?].
Un coffret de trois CD, Live in Japan (1993), reprend la quasi-intégralité des trois concerts donnés au Japon, avec en bonus, Black Night et Speed King. 
En 1997, sort un Made in Japan remasterisé, pour le 25e anniversaire avec une autre version de Speed King et Lucille. 
En mai 2014,une édition définitive sort regroupant l'intégralité des trois concerts.

## Titres
Tous les titres sont signés par Ritchie Blackmore, Ian Gillan, Roger Glover, Jon Lord et Ian Paice sauf indication.

### Double album original

#### Face 1
| No | Titre         | Date et lieu de l'enregistrement | Durée |
| -- | ------------- | -------------------------------- | ----- |
| 1. | Highway Star  | 16/08/1972, Osaka                | 6:42  |
| 2. | Child in Time | 16/08/1972, Osaka                | 12:18 |

#### Face 2
| No | Titre              | Date et lieu de l'enregistrement | Durée |
| -- | ------------------ | -------------------------------- | ----- |
| 3. | Smoke on the Water | 15/08/1972, Osaka                | 7:36  |
| 4. | The Mule           | 17/08/1972, Tokyo                | 9:28  |

#### Face 3
| No | Titre                 | Date et lieu de l'enregistrement | Durée |
| -- | --------------------- | -------------------------------- | ----- |
| 5. | Strange Kind of Woman | 16/08/1972, Osaka                | 9:52  |
| 6. | Lazy                  | 17/08/1972, Tokyo                | 10:27 |

#### Face 4
| No | Titre          | Date et lieu de l'enregistrement | Durée |
| -- | -------------- | -------------------------------- | ----- |
| 7. | Space Truckin' | 16/08/1972, Osaka                | 19:54 |

### 25th Anniversary Remastered Edition

#### CD 1 - Made in Japan
| No | Titre                 | Durée |
| -- | --------------------- | ----- |
| 1. | Highway Star          | 6:43  |
| 2. | Child in Time         | 12:17 |
| 3. | Smoke on the Water    | 7:36  |
| 4. | The Mule              | 9:28  |
| 5. | Strange Kind of Woman | 9:52  |
| 6. | Lazy                  | 10:27 |
| 7. | Space Truckin'        | 19:54 |

#### CD2 - The Encores
| No | Titre                                    | Date et lieu de l'enregistrement | Durée |
| -- | ---------------------------------------- | -------------------------------- | ----- |
| 1. | Black Night                              | 17/08/1972, Tokyo                | 6:17  |
| 2. | Speed King                               | 17/08/1972, Tokyo                | 7:25  |
| 3. | Lucille (Albert Collins, Little Richard) | 16/08/1972, Osaka                | 8:03  |

## Musiciens
- Ritchie Blackmore : guitare électrique
- Ian Gillan : chant, congas
- Roger Glover : basse
- Jon Lord : claviers
- Ian Paice : batterie, percussion

## Charts et certifications
| Pays                | Durée du classement | Meilleur classement |
| ------------------- | ------------------- | ------------------- |
| Allemagne           | 19 semaines         | 1er                 |
| Autriche            | 29 semaines         | 1er                 |
| Belgique (Wallonie) | 16 semaines         | 27e                 |
| Belgique (Flandre)  | 8 semaines          | 70e                 |
| Canada              | 33 semaines         | 6e                  |
| Espagne             | 20 semaines         | 28e                 |
| États-Unis          | 52 semaines         | 6e                  |
| France              | 19 semaines         | 3e                  |
| Italie              | 132 semaines        | 25e                 |
| Norvège             | 16 semaines         | 7e                  |
| Pays-Bas            | 13 semaines         | 4e                  |
| Royaume-Uni         | 16 semaines         | 16e                 |
| Suisse              | 1 semaine           | 36e                 |

| Pays        | Certification | Ventes      | Date       |
| ----------- | ------------- | ----------- | ---------- |
| Allemagne   | Platine       | 500 000 +   | 1990       |
| Autriche    | Platine       | 15 000 +    | 09/12/1997 |
| États-Unis  | Platine       | 1 000 000 + | 13/10/1986 |
| France      | Or            | 100 000 +   | 1977       |
| Italie      | Platine       | 50 000 +    | 2013       |
| Royaume-Uni | Or            | 100 000 +   | 01/01/1975 |

## Anecdote
Le concert Made in Japan a été enregistré à partir d'un master de quatre pistes. On ose à peine imaginer la prouesse technique de l'ingénieur du son Martin Birch, qui plus tard travaillera aussi sur l'album live Maiden Japan du groupe Iron Maiden. La série de concerts se déroulant sur trois jours, deux jours à Tokyo, le dernier à Osaka, l'album Made In Japan propose essentiellement les prises du dernier concert. En effet, selon Martin Birch, la qualité de l'acoustique à Osaka fut considérée comme la meilleure, les deux premiers soirs ayant servi de concerts de test pour l'installation audiophonique. Les amateurs pourront apprécier cependant les deux premiers concerts sur le coffret de 3 CD, les titres ajoutés ayant à peine été remixés leur offrant un son très brut mais passionnant. Cet album est considéré comme l'un des plus brillants enregistrements live de concert Rock[réf. nécessaire].